# 1890年の相撲
1890年の相撲（1890ねんのすもう）は、1890年の相撲関係のできごとについて述べる。

## できごと
- 関西学院相撲部創部（関西学院大学体育会相撲部の前身）。

## 天覧相撲
2月15日、九段偕行社の新築記念式に明治天皇が行幸、天覧相撲が披露された。

## 本場所など
- 1月場所（東京相撲）[2]
  - 興行場所:本所回向院
  - 1月5日より晴天10日間興行
- 5月場所（東京相撲）[3]
  - 興行場所:本所回向院
  - 5月25日より晴天10日間興行
- 8月場所（東京大阪合併相撲）[4]
  - 興行場所:難波新地新金比羅
- 9月場所（三都合併相撲）[5]
  - 興行場所:四条河原
  - 晴天7日間興行
- 11月場所（三都合併相撲）[5]
  - 興行場所:土佐堀稲荷
  - 11月1日より10日間興行
- 11月場所（三都合併相撲）[6]
  - 興行場所:祇園北林公園
  - 晴天10日間興行

## 誕生
- 2月11日 - 琴ヶ浦善治郎（最高位：前頭筆頭、所属：二十山部屋、+ 1945年【昭和20年】）[7]
- 2月11日 - 瀬戸山要藏（最高位：十両2枚目（大阪関脇）、所属：雷部屋→藤嶋部屋→陣幕部屋、+ 没年不明）
- 2月17日 - 阿蘇ヶ嶽寅吉（最高位：小結、所属：八角部屋、+ 1942年【昭和17年】）[8]
- 3月1日 - 22代木村庄之助（元・立行司、所属：出羽ノ海部屋、+ 1994年【平成6年】）[9]
- 3月21日 - 白岩亮治（最高位：前頭2枚目、所属：尾車部屋→峰崎部屋→尾車部屋、+ 1971年【昭和46年】）[10]
- 4月13日 - 大門岩嘉右エ門（最高位：関脇、所属：山分部屋→出羽ノ海部屋、+ 1950年【昭和25年】）[7]
- 6月15日 - 宇都宮新八郎（最高位：前頭2枚目、所属：出羽ノ海部屋、+ 1952年【昭和27年】）[11]
- 8月1日 - 一湊政五郎（最高位：前頭4枚目、所属：出羽ノ海部屋、+ 1945年【昭和20年】）[12]
- 8月13日 - 岩木山孫平（最高位：前頭6枚目、所属：清見潟部屋、+ 1934年【昭和9年】）[13]
- 9月12日 - 平錦芳次（最高位：大関（大阪相撲）、所属：藤嶋部屋、+ 1980年【昭和55年】）
- 11月2日 - 3代西ノ海嘉治郎（第30代横綱、所属：井筒部屋、+ 1933年【昭和8年】）[14]

## 死去
- 2月16日 - 湊川四良兵衞（最高位：前頭5枚目、所属：湊川部屋、年寄：湊川、* 生年不明）
- 3月18日 - 象ヶ鼻平助（最高位：大関、所属：谷川部屋→雷部屋、* 1836年【天保7年】）
- 6月15日 - 雲龍久吉（第10代横綱、所属：追手風部屋→雷部屋→追手風部屋、* 1823年【文政6年】）[15]
- 11月3日 - 高越山谷五郎（最高位：横綱（五条家免許、大坂相撲）、* 1834年【天保5年】）